# Ray Slijngaard
Raymond Slijngaard (Amszterdam, Hollandia 1971 június 28 – ) holland rapper, énekes, a 2 Unlimited frontembere.

## Magánélete
Raymond Lothar Slijngaard Amszterdamban született Lothar és Ingrid Slijngaard gyermekeként. Ray séfként dolgozott, és arról álmodozott, hogy egyszer rapsztár lesz. Snoop Dogg volt a kedvence.
Slijngaardnak egy Rayvano nevű fia van (1996) akinek Hortence Gooding az édesanyja. Slijngaard jelenleg Németországban él, de még mindig az AFC Ajax lelkes rajongója, és támogatója.

## Zenei karrier

### 2 Unlimited (1991-1996)
A 2 Unlimited egy elektronikus zenei duó, melyet 1991-ben két Belga producer Jean-Paul DeCoster és Phil Wilde alapított. Tagjai a holland rapper Ray Slijngaard és Anita Doth énekesnő.
Az 1990-es évek elején Slijngaardot felkérte a belga producer team, hogy a korábban megjelent Get Ready For This című instrumentális dalhoz írjon rap szöveget, melyhez Anitát kérte, hogy vokálozzon a dalban. A dal nagy sikert aratott, melyet gyakran használnak filmekben, és sporteseményekben is.
A duó a 90-es években nagyon sikeres volt, több daluk is slágerlistás helyezést ért el a világon, úgy mint a Maximum Overdrive, No Limit, Tribal Dance, The Real Thing, vagy a Twilight Zone is.
Ray híres volt egyéni borotvált, felnyírt frizurájáról, mely abban az időben trendinek számított a fiatalok, és a rajongók körében.
A duó 16 videóklip, 45 kislemez, és 4 album után 1996-ban feloszlott.

### Élet a 2 Unlimited után (1996-2009)
1996-ban a 2 Unlimited felbomlása után Ray saját lemezkiadójához húzott, és 1997-ben önálló kislemezzel jelentkezett a 3 X A Day címmel, mely csupán a 66. helyig jutott a kislemezlistán.
1999-ben Slijngaard Marvin D. Strezz és Orphea Keshaw-val VIP Allstars néven új rap csapatot alapítottak, és When It's My Turn and Mamacita címmel jelent meg kislemezük, melynek zenei producere Cyril Mahabier és Hurrigan Bouman voltak.
2003-ban Slijngarrd új Legends nevű projektjén dolgozott, és együtt lépett fel a Herman Rarebell-lel a Scorpions zenekarból, és előadta az Eye Of The Tiger című dalt. 2007-ben Dél-Amerikában járt ahol elénekelt néhány dalt az Arabesque csapattól a Round And Round és Dance With Me slágereket.

## Újraegyesülés (2009-2012)
A korábbi duó tagjai útjukat külön-külön folytatták az évek során, így éjszakai klubokban és számos helyen felléptek, 2009 április 11-én újraegyesültek, és az I Love The 90s című koncerten léptek fel Hasseltben, Belgiumban. Slijngaard nyilatkozata szerint Jean Paul De Coster nem engedélyezte a duónak, hogy 2 Unlimited néven tevékenykedjen, végül Phil Wilde részt vett a koncerten és segítségen nyújtott a duónak az újraegyesítésben.
2009 április 30-án Slijngaard és Doth öt dalt énekeltek el a Radio 538 Queen's Day koncerten Amszterdamban a Museumpleinen.
2009 december 29-én a duó bejelentette, hogy Ray & Anita néven jelentetik meg dalaikat, melynek eredményeképpen 2010 január 22-én megjelent az In Da Name Of Love című daluk, mely Hollandiában 6. helyig jutott. A dalt a Spinnin' Records jelentette meg. 2010 április 30-án – a Holland királynő születésnapján –  Still Unlimited címen jelent meg kislemezük még mindig Ray & Anita néven.
2011 júliusában Ray & Anita meghívta a rajongóit az Amszterdamban forgatott Nothing 2 Lose című videóhoz. A rajongókat e-mailben véletlenszerűen választották ki. A videó július 28-án készült el. A dal az Amstedam Heavy című filmzenében is hallható volt. Júliusban a duó Belgiumban a Tomorrowland  I Love 90s című rendezvényen is fellépett.

## Diszkográfia

### Kislemezek
| 1997 | "3 X A Day"             | 66 |
| 1997 | "Do You Think I'm Sexy" | -  |

### Közreműködő előadóként
| 1998 | "Black Night" as Ray & Ian Gillan                       | -  |
| 1999 | "When It's My Turn" as VIP Allstars                     | 34 |
| 1999 | "Mamacita" as VIP Allstars                              | 68 |
| 2010 | "Throw It Up" as Regi & Ray                             | -  |
| 2013 | "What U Waitin' 4" as The Dutchables feat Ray & Lovebug | -  |